# Vale Press
La Vale Press est une private press (« presse privée ») fondée par Charles Ricketts et son compagnon Charles Haslewood Shannon à Chelsea, quartier de Londres (Angleterre), The Vale était le nom de la maison qu’ils habitaient à Chelsea, et qui avait été la maison de James Whistler.

## Histoire
Après avoir lancé la revue The Dial, qui eut 5 numéros entre 1889 et 1897, Ricketts et Shannon créent leur maison d’édition avec l’héritage du grand-père de Ricketts, grand admirateur de William Morris et des Préraphaélites.  Ils publient quelque 75 ouvrages, dont 39 volumes des œuvres de William Shakespeare, ainsi que des livres d’Oscar Wilde avec qui ils sont liés. Ricketts est avec Aubrey Beardsley l’illustrateur le plus connu d’Oscar Wilde. Il illustrent eux-mêmes leurs livres de dessins et en réalisent eux-mêmes les gravures.
Ricketts crée des polices de caractères, et des initiales, des bordures, mêlant les influences du Moyen Âge, de la Renaissance et de l’imagerie contemporaine. Contrairement aux private presses classiques, la Vale Press confie l’impression des livres à un imprimeur, la Ballantyne Press, où une presse lui est réservée. Mais un incendie en 1899 détruit l’atelier de Ballantyne Press.
L’entreprise intègre Thomas Sturge Moore, puis plus tard William Llewellyn Hacon (1860-1910) qui avait contribué financièrement à sa fondation. Le dernier titre est Danae de T. Sturge Moore, en 1903. La dernière publication en 1904 est une bibliographie de la Vale Press. Ricketts se consacre désormais à la peinture. Selon certains, il aurait jeté dans la Tamise ses fontes et ses matrices, dix ans avant que Thomas James Cobden-Sanderson, de la Doves Press, ne fasse la même chose.

### Typographie
Ricketts crée successivement :
- Vale Type (1894), basé, comme le Golden type de Morris, sur un romain de Jenson ;
- Avon type (1899), une version plus petite du Vale type, utilisé pour les Shakespeare ;
- King’s Type (1901-1902), un caractère original, le préféré de Ricketts, qui reprend des formes médiévales.

Les poinçons de ces caractères sont gravés par Edward Prince.

## Publications
- Longus, Daphnis & Chloe, 1893
- Oscar Wilde, The Sphinx, 1894
- Matthew Arnold, Empedocles on Etna, A Dramatic Poem, 1896
- Benvenuto Cellini, The Life of Benvenuto Cellini
- William Shakespeare, Œuvres complètes, 39 vol., 1900-1903
- Christopher Marlowe, Doctor Faustus, 1903,
- Michael Field, Julia Domna, 1903
- T. Sturge Moore, Danae, 1903